# Nieuw Amsterdam (Suriname)
Nieuw Amsterdam è un comune (ressort) del Suriname di 5.489 abitanti sulla confluenza del Commewijne nel fiume Suriname. La città è stata fondata dagli olandesi tra il 1734 e il 1747, ed è stata sede di un carcere dal 1873 agli anni '60, ora trasferito a Paramaribo. Il nome significa "nuova Amsterdam".
Nel 1873 fu costruita una prigione che negli anni '60 fu abbandonata per essere trasferita nel penitenziario di Santo Boma nel vecchio distretto del Suriname, Lelydorp nel distretto di Wanica. Alcuni degli edifici, come il faro, sono conservati dell'antica prigione.
Il poeta Shrinivási, che lavorò come insegnante a Nieuw Amsterdam, scrisse alcuni versi in cui la metafora della confluenza dei fiumi dava l'unità necessaria per formare il paese del Suriname.